# ゾラ・一撃・さようなら
『ゾラ・一撃・さようなら』（ゾラ・いちげき・さようなら、Zola with a Blow and Goodbye）は、森博嗣による日本の推理小説。

## あらすじ
探偵の頸城悦夫は、美しい女性から、彼女の母がかつて元政治家の法輪に預けた「天使の演習」と呼ばれる美術品を取り返して欲しいと依頼される。
自伝を書くという名目で法輪に接触するが、彼は正体不明の殺し屋・ゾラに命を狙われていると噂され、邸宅は厳重な警備下にあった。

## 登場人物
頸城 悦夫（くびき えつお）
気ままな探偵。36歳。
志木 真智子（しき まちこ）
依頼人。母が若い頃に法輪清治郎に預けた「天使の演習」と呼ばれる美術品を法輪から取り返して欲しいと依頼する。
法輪 清治郎（のりわ せいじろう）
タレント。ニュースキャスター。元東京都知事。正体不明の殺し屋“ゾラ”に命を狙われている。
法輪 奈央子（のりわ なおこ）
清治郎の妻。元女優。
法輪 洋樹（のりわ ひろき）
法輪清治郎の甥。頸城の友人。
赤座 都鹿（あかざ としか）
頸城の友人。
山本 健一（やまもと けんいち）
清治郎のマネージャー。
水谷 優衣（みずたに ゆうい）
頸城の友人。舞台女優。かつて頸城と一緒に暮らしていたことがある。
吉田 護（よしだ まもる）
元総理大臣。現在も衆議院議員を続けている。
藍本（あいもと）
清治郎の弟子。
簑沢 素生（みのさわ もとき）
10年ほど前にアイドル的人気を誇った詩人。盲目。
ゾラ
正体不明の殺し屋。性別は不明だが、マスコミからは男性として扱われている。暗殺方法は狙撃で、一発で必ず仕留める。単独犯か複数犯か定かではないが、これまでにフランス・イギリス・アメリカの政治家がゾラによって殺されている。